# Jessica Hausner
Jessica Hausner (ur. 6 października 1972 w Wiedniu) – austriacka reżyserka i scenarzystka filmowa.

## Życiorys
W latach 1991–94 studiowała reżyserię w Wiedeńskiej Akademii Filmowej. W 1996 nakręciła swój pierwszy film krótkometrażowy Flora. W 1999 nakręciła swój film dyplomowy Inter-View. W tym samym roku razem z Barbarą Albert, Antoninem Svobodą i Martinem Gschlachtem założyła firmę producencką coop99. 
Jej dwa pierwsze filmy fabularne, Lovely Rita (2001) i Hotel (2004), miały swoje premiery w sekcji "Un Certain Regard" odpowiednio na 54. i 57. MFF w Cannes. 
Największy sukces odniosła filmem Lourdes (2009), który został zaprezentowany na 66. MFF w Wenecji, gdzie zdobył cztery nagrody, w tym FIPRESCI. Hausner otrzymała za niego także Nagrodę Grand Prix na 25. Warszawskim Międzynarodowym Festiwalu Filmowym.
Zasiadała w jury sekcji "Cinéfondation" na 64. MFF w Cannes (2011), w jury konkursu głównego na 71. MFF w Wenecji (2014), w jury sekcji "Un Certain Regard" na 69. MFF w Cannes (2016) oraz w jury konkursu głównego na 74. MFF w Cannes (2021).

## Filmografia

### Reżyser
- 1995: Flora
- 1999: Inter-View
- 2001: Lovely Rita
- 2004: Hotel
- 2009: Lourdes